# Ben Garland
Benjamin N. Garland (Grand Junction, 10 maggio 1989) è un giocatore di football americano statunitense che milita nel ruolo di offensive guard per i San Francisco 49ers della National Football League (NFL).

## Carriera professionistica

### Denver Broncos
Al college, Garland giocò a football con la squadra dell'Accademia Aerea degli Stati Uniti dal 2006 al 2009. Dopo non essere stato scelto nel Draft NFL 2010, Garland firmò con i Denver Broncos, senza tuttavia potere scendere in campo nelle prime due stagioni per completare il suo impegno con l'Esercito. Fece il suo debutto nella NFL il 9 novembre 2014 contro gli Oakland Raiders. Fu svincolato il 5 settembre 2015.

### Atlanta Falcons
Il 9 settembre 2015, Garland firmò con la squadra di allenamento degli Atlanta Falcons. Fu promosso nel roster attivo 15 dicembre 2015 e la stagione regolare successiva disputò tutte le 16 partite. Il 14 gennaio 2017 nel divisional round dei playoff fece registrare una safety sul quarterback dei Seattle Seahawks Russell Wilson.

### San Francisco 49ers
Nel 2019 Garland firmò con i San Francisco 49ers. Il 2 febbraio 2020 partì come titolare nel Super Bowl LIV ma i 49ers furono sconfitti per 31-20 dai Kansas City Chiefs.

## Palmarès

### Franchigia
- National Football Conference Championship: 2

Atlanta Falcons: 2016
San Francisco 49ers: 2019